# Big Eight Conference

Localizzazione di stati con i membri della conference.

La Big Eight Conference è stata una conference atletica degli Stati Uniti affiliata alla NCAA Division I-A, e costituita nel gennaio del 1907 con il nome di Missouri Valley Intercollegiate Athletic Association (MVIAA) da University of Kansas, University of Missouri, University of Nebraska, e Università Washington a Saint Louis. In aggiunta a esse, la University of Iowa ne fece parte come membro costituente pur mantenendo la partecipazione alla Western Conference (attuale Big Ten Conference). La sua sede era a Kansas City.
La conference si dissolse nel 1996, quando ne facevano parte University of Nebraska, Iowa State University, University of Colorado at Boulder, University of Kansas, Kansas State University, University of Missouri, University of Oklahoma, ed Oklahoma State University. Il motivo della dissoluzione fu l'accordo del febbraio 1995 con la Southwest Conference per formare una nuova conference: otto membri della Big Eight entrarono assieme a Texas, Texas A&M, Baylor, e Texas Tech nella neonata Big 12 Conference, con nuova sede ad Irving, sobborgo di Dallas.

## Storia

### Formazione
La conference fu fondata come Missouri Valley Intercollegiate Athletic Association (MVIAA) il 12 gennaio 1907, da cinque membri originari: University of Kansas, University of Missouri, University of Nebraska, Università Washington a Saint Louis. La University of Iowa che era contemporaneamente membro della Western Conference (attuale Big Ten Conference) fece parte dei membri fondatori, partecipando solamente alle gare di football ed atletica leggera maschile.

### Cambi di assetti nei primi anni
Nel 1908, la Drake University e l'Iowa Agricultural College (attuale Iowa State University) entrarono nella conference portando i membri a sette. Iowa abbandonò la conference nel 1911 per competere a tempo pieno nella Western Conference, Kansas State University la sostituì a partire dalla stagione 1913. Nebraska lasciò nel 1918 per giocare come indipendente, salvo poi rientrare nel 1920. Nel 1919, la University of Oklahoma e la Saint Louis University chiesero di entrare, ma la richiesta fu cassata a causa della pessima gestione del loro reparto di atletica leggera. La conference quindi approvò l'ingresso del Grinnell College nel 1919, mentre la richiesta della University of Oklahoma venne approvata nel 1920. Oklahoma A&M University (attuale Oklahoma State University) entrò nel 1925, portando il numero di membri a dieci, il più alto numero della storia della conference.

### Scissione
In una riunione a Lincoln, Nebraska, il 19 maggio 1928, la conference si scisse: sei delle sette scuole statali (ad eccezione di Oklahoma A&M) formarono una conference inizialmente chiamata Big Six Conference. Appena prima dell'inizio del precampionato autunnale, le sei scuole annunciarono che avrebbero mantenuto il nome MVIAA per motivi formali, tuttavia rimase appiccicato nel gergo comune la definizione Big Six. Le tre scuole private (Drake, Grinnell e Washington University) assieme Oklahoma A&M, formarono la Missouri Valley Conference (MVC). La similitudine tra i due nomi così come la condivisione dell'area geografica, portò ad un cospicuo dibattito su quale fosse in realtà la conference originale e quale la sopravvenuta, in considerazione del fatto che fu la MVIAA a divenire la più prestigiosa, entrambe le conference segnalarono come anno di fondazione il 1907 ritenendosi depositarie della precedente storia.

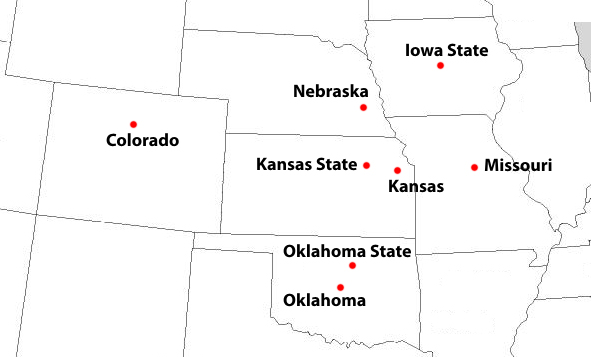
Localizzazione dei membri finali della conference.

I membri crebbero inglobando la University of Colorado il 1º dicembre 1947, dalla Mountain States Conference. Un mese dopo, Reaves E. Peters fu assunto come "Commissioner of Officials and Assistant Secretary" e fissò la prima sede a Kansas City. Con l'ingresso di Colorado, il nome non ufficiale divenne Big Seven Conference, coincidente con il nomignolo della MSC.
L'ultimo riassetto avvenne dieci anni dopo quando Oklahoma A&M entrò nella conference il 1º giugno 1957, e la conference divenne per tutti Big Eight. Nello stesso anno, il titolo di Peters fu modificato in "Executive Secretary". Nel 1964, la conference assunse il nome ufficiale di "Big Eight Conference", mentre nel 1968 si legò all'Orange Bowl, mandando annualmente il suo campione a Miami (Florida) per la disputa della gara di post-season.

## Membri

### Membri finali
| Scuola                    | Luogo (Popolazione)            | Fondata | Tipo   | Studenti | Dotazione      | Nickname    | Mascotte                            | Sport | Titoli nazionali |
| ------------------------- | ------------------------------ | ------- | ------ | -------- | -------------- | ----------- | ----------------------------------- | ----- | ---------------- |
| University of Colorado    | Boulder (Colorado) (83,312)    | 1876    | Public | 30,128   | $665,000,000   | Buffaloes   | Ralphie the Buffalo / Chip          | 14    | 25               |
| Iowa State University     | Ames (Iowa) (47,198)           | 1858    | Public | 28,682   | $452,200,000   | Cyclones    | Cy the Cardinal                     | 16    | 18               |
| University of Kansas      | Lawrence (Kansas) (65,608)     | 1865    | Public | 30,004   | $1,005,000,000 | Jayhawks    | Big Jay / Baby Jay                  | 16    | 13               |
| Kansas State University   | Manhattan (Kansas) (37,712)    | 1863    | Public | 23,588   | $277,600,000   | Wildcats    | Willie the Wildcat                  | 14    | 0                |
| University of Missouri    | Columbia (Missouri) (69,101)   | 1839    | Public | 33,318   | $974,900,000   | Tigers      | Truman the Tiger                    | 18    | 2                |
| University of Nebraska    | Lincoln (191,972)              | 1869    | Public | 24,100   | $1,140,000,000 | Cornhuskers | Herbie Husker / Lil' Red            | 21    | 23               |
| University of Oklahoma    | Norman (Oklahoma) (80,071)     | 1890    | Public | 29,721   | $968,400,000   | Sooners     | Sooner Schooner / Boomer and Sooner | 19    | 27               |
| Oklahoma State University | Stillwater (Oklahoma) (36,676) | 1890    | Public | 23,307   | $311,000,000   | Cowboys     | Pistol Pete / Bullet                | 16    | 55               |

|  |

### Precedenti membri
| Scuola                              | Luogo (Popolazione)            | Fondata | Tipo    | Studenti | Dotazione      | Nickname | Sport | Titoli NCAA |
| ----------------------------------- | ------------------------------ | ------- | ------- | -------- | -------------- | -------- | ----- | ----------- |
| Drake University                    | Des Moines (Iowa) (193,187)    | 1881    | Private | 3,164    | $135,000,000   | Bulldogs | 18    | 3           |
| Grinnell College                    | Grinnell (Iowa) (8,902)        | 1846    | Private | 1,688    | $1,260,000,000 | Pioneers | 18    | 0           |
| University of Iowa                  | Iowa City (Iowa) (59,735)      | 1847    | Public  | 30,825   | $791,231,000   | Hawkeyes | 24    | 25          |
| Università Washington a Saint Louis | St. Louis (Missouri) (396,685) | 1853    | Private | 13,995   | $4,600,000,000 | Bears    | 17    | 19          |

|  |

### Affiliazioni successive allo scioglimento
| Scuola               | Lasciata per               | Attuale conf.                                      |
| -------------------- | -------------------------- | -------------------------------------------------- |
| Colorado             | Big 12 Conference          | Pacific-12 Conference                              |
| Drake                | Missouri Valley Conference | Pioneer Football League Missouri Valley Conference |
| Grinnell             | Missouri Valley Conference | Midwest Conference                                 |
| Iowa                 | Big Ten Conference         | Big Ten Conference                                 |
| Iowa State           | Big 12 Conference          | Big 12 Conference                                  |
| Kansas               | Big 12 Conference          | Big 12 Conference                                  |
| Kansas State         | Big 12 Conference          | Big 12 Conference                                  |
| Missouri             | Big 12 Conference          | Southeastern Conference                            |
| Nebraska             | Big 12 Conference          | Big Ten Conference                                 |
| Oklahoma             | Big 12 Conference          | Big 12 Conference                                  |
| Oklahoma State       | Big 12 Conference          | Big 12 Conference                                  |
| Washington-St. Louis | Missouri Valley Conference | University Athletic Association                    |

## Commissioner
- Reaves Peters (1947–1963) come Executive Secretary[27]
- Wayne Duke (1963–1971)[28]
- Chuck Neinas (1971–1980)[29]
- Carl C. James (1980–1996)[30][31]

## Campioni di Conference

### Basket maschile
Sotto riportati i campioni di conference MVIAA/Big Eight della regular season dal 1908 al 1996 (titolo condiviso in corsivo):
| Men's basketball regular-season championships (1908–1996) | Men's basketball regular-season championships (1908–1996) | Men's basketball regular-season championships (1908–1996) | Men's basketball regular-season championships (1908–1996) |
| Scuola                                                    | Titoli                                                    | Titoli non condivisi                                      | Anni |
| --------------------------------------------------------- | --------------------------------------------------------- | --------------------------------------------------------- | --- |
| Colorado                                                  | 5                                                         | 3                                                         | 1954 · 1955 · 1962 · 1963 · 1969 |
| Drake                                                     | 0                                                         | 0                                                         | |
| Grinnell                                                  | 0                                                         | 0                                                         | |
| Iowa State                                                | 4                                                         | 2                                                         | 1935 · 1941 · 1944 · 1945 |
| Kansas                                                    | 43                                                        | 32                                                        | 1908 · 1909 · 1910 · 1911 · 1912 · 1914 · 1915 · 1922 · 1923 · 1924 · 1925 · 1926 · 1927 · 1931 · 1932 · 1933 · 1934 · 1936 · 1937 · 1938 · 1940 · 1941 · 1942 · 1943 · 1946 · 1950 · 1952 · 1953 · 1954 · 1957 · 1960 · 1966 · 1967 · 1971 · 1974 · 1975 · 1978 · 1986 · 1991 · 1992 · 1993 · 1995 · 1996 |
| Kansas State                                              | 17                                                        | 14                                                        | 1917 · 1919 · 1948 · 1950 · 1951 · 1956 · 1958 · 1959 · 1960 · 1961 · 1963 · 1964 · 1968 · 1970 · 1972 · 1973 · 1977 |
| Missouri                                                  | 15                                                        | 12                                                        | 1918 · 1920 · 1921 · 1922 · 1930 · 1939 · 1940 · 1976 · 1980 · 1981 · 1982 · 1983 · 1987 · 1990 · 1994 |
| Nebraska                                                  | 7                                                         | 2                                                         | 1912 · 1913 · 1914 · 1916 · 1937 · 1949 · 1950 |
| Oklahoma                                                  | 13                                                        | 8                                                         | 1928 · 1929 · 1939 · 1940 · 1942 · 1944 · 1947 · 1949 · 1979 · 1984 · 1985 · 1988 · 1989 |
| Oklahoma State                                            | 2                                                         | 1                                                         | 1965 · 1991 |
| Washington (St. Louis)                                    | 0                                                         | 0                                                         | |

### Football
Titoli condivisi in corsivo:
| Football conference championships (1907–1995) | Football conference championships (1907–1995) | Football conference championships (1907–1995) | Football conference championships (1907–1995) |
| Scuola                                        | Titoli                                        | Titoli non condivisi                          | Anni |
| --------------------------------------------- | --------------------------------------------- | --------------------------------------------- | --- |
| Colorado                                      | 5                                             | 3                                             | 1961 · 1976 · 1989 · 1990 · 1991 |
| Drake                                         | 0                                             | 0                                             | |
| Grinnell                                      | 0                                             | 0                                             | |
| Iowa                                          | 1                                             | 0                                             | 1907 |
| Iowa State                                    | 2                                             | 0                                             | 1911 · 1912 |
| Kansas                                        | 5                                             | 2                                             | 1908 · 1930 · 1946 · 1947 · 1968 |
| Kansas State                                  | 1                                             | 1                                             | 1934 |
| Missouri                                      | 12                                            | 10                                            | 1909 · 1913 · 1919 · 1924 · 1925 · 1927 · 1939 · 1941 · 1942 · 1945 · 1960* · 1969 |
| Nebraska                                      | 41                                            | 32                                            | 1907 · 1910 · 1911 · 1912 · 1913 · 1914 · 1915 · 1916 · 1917 · 1921 · 1922 · 1923 · 1928 · 1929 · 1931 · 1932 · 1933 · 1935 · 1936 · 1937 · 1940 · 1963 · 1964 · 1965 · 1966 · 1969 · 1970 · 1971 · 1972** · 1975 · 1978 · 1981 · 1982 · 1983 · 1984 · 1988 · 1991 · 1992 · 1993 · 1994 · 1995 |
| Oklahoma                                      | 33                                            | 26                                            | 1920 · 1938 · 1943 · 1944 · 1946 · 1947 · 1948 · 1949 · 1950 · 1951 · 1952 · 1953 · 1954 · 1955 · 1956 · 1957 · 1958 · 1959 · 1962 · 1967 · 1968 · 1973 · 1974 · 1975 · 1976 · 1977 · 1978 · 1979 · 1980 · 1984 · 1985 · 1986 · 1987                                                           |
| Oklahoma State                                | 2                                             | 1                                             | 1926 · 1976 |
| Washington (St. Louis)                        | 0                                             | 0                                             | |

 * Kansas, vincitore del titolo 1960, a causa dell'utilizzo di giocatori inelegibili, perse le gare contro Missouri e Colorado a tavolino, di conseguenza Missouri vinse il titolo Big Eight.

 ** Oklahoma vincitore del titolo 1972, a causa dell'utilizzo di giocatori inelegibili, perse le gare contro Missouri, Kansas, e Oklahoma State a tavolino, di conseguenza Nebraska vinse il titolo Big Eight.

## Titoli nazionali vinti da membri MVIAA/Big Eight
Segue lista completa dei 100 titoli AIAW, NCAA e college football championship vinti dalle scuole che rappresentavano la Big Eight Conference negli sport dove NCAA e AIAW riconoscevano un campione nazionale.
Football (11):

1950 – Oklahoma

1955 – Oklahoma

1956 – Oklahoma

1970 – Nebraska

1971 – Nebraska

1974 – Oklahoma

1975 – Oklahoma

1985 – Oklahoma

1990 – Colorado

1994 – Nebraska

1995 – Nebraska
Baseball (4):

1951 – Oklahoma

1954 – Missouri

1959 – Oklahoma State

1994 – Oklahoma
Basket maschile (2):

1952 – Kansas

1988 – Kansas
Corsa campestre maschile (3):

1953 – Kansas

1989 – Iowa State

1994 – Iowa State
Corsa campestre femminile (5):

1975 – Iowa State

1976 – Iowa State

1977 – Iowa State

1978 – Iowa State

1981 – Iowa State
Golf maschile (9):

1963 – Oklahoma State

1976 – Oklahoma State

1978 – Oklahoma State

1980 – Oklahoma State

1983 – Oklahoma State

1987 – Oklahoma State

1989 – Oklahoma

1991 – Oklahoma State

1995 – Oklahoma State
Ginnastica maschile (14):

1971 – Iowa State

1973 – Iowa State

1974 – Iowa State

1977 – Oklahoma

1978 – Oklahoma

1979 – Nebraska

1980 – Nebraska

1981 – Nebraska

1982 – Nebraska

1983 – Nebraska

1988 – Nebraska

1990 – Nebraska

1991 – Oklahoma

1994 – Nebraska
Sci (14):

1959 – Colorado

1960 – Colorado

1972 – Colorado

1973 – Colorado

1974 – Colorado

1975 – Colorado

1976 – Colorado

1977 – Colorado

1978 – Colorado

1979 – Colorado

1982 – Colorado (men's)

1982 – Colorado (women's)

1991 – Colorado

1995 – Colorado
Atletica leggera indoor maschile (4):

1965 – Missouri

1966 – Kansas

1969 – Kansas

1970 – Kansas
Atletica leggera indoor femminile (3):

1982 – Nebraska

1983 – Nebraska

1984 – Nebraska
Atletica leggera maschile (3):

1959 – Kansas

1960 – Kansas

1970 – Kansas
Pallavolo femminile (1):

1995 – Nebraska
Lotta (27):

1928 – Oklahoma State

1933 – Iowa State

1936 – Oklahoma

1951 – Oklahoma

1952 – Oklahoma

1957 – Oklahoma

1958 – Oklahoma State

1959 – Oklahoma State

1960 – Oklahoma

1961 – Oklahoma State

1962 – Oklahoma State

1963 – Oklahoma

1964 – Oklahoma State

1965 – Iowa State

1966 – Oklahoma State

1968 – Oklahoma State

1969 – Iowa State

1970 – Iowa State

1971 – Oklahoma State

1972 – Iowa State

1973 – Iowa State

1974 – Oklahoma

1977 – Iowa State

1987 – Iowa State

1989 – Oklahoma State

1990 – Oklahoma State

1994 – Oklahoma State

### Titoli nazionali per scuola
I titoli di football, Helms, e sport equestri sono inclusi nel totale, ma esclusi dalla colonna che riporta i titoli NCAA e AIAW.
| Titoli nazionali Big Eight | Titoli nazionali Big Eight | Titoli nazionali Big Eight   | Titoli nazionali Big Eight | Titoli nazionali Big Eight                                |
| Scuola                     | Titoli totali              | Titoli come membro Big Eight | Titoli NCAA e AIAW         | Note                                                      |
| -------------------------- | -------------------------- | ---------------------------- | -------------------------- | --------------------------------------------------------- |
| Colorado                   | 25                         | 15                           | 24                         | CU ha 1 Titolo riconosciuto di football e 1 Titolo AIAW   |
| Iowa State                 | 18                         | 18                           | 18                         | ISU ha 5 Titoli AIAW                                      |
| Kansas                     | 13                         | 11                           | 11                         | KU ha 2 Titoli Helms di basket                            |
| Kansas State               | 0                          | 0                            | 0                          |                                                           |
| Missouri                   | 2                          | 2                            | 2                          |                                                           |
| Nebraska                   | 23                         | 16                           | 18                         | NU ha 5 Titoli riconosciuti di football and 1 Titoli AIAW |
| Oklahoma                   | 27                         | 19                           | 20                         | OU ha 7 Titoli riconosciuti di football                   |
| Oklahoma State             | 55                         | 21                           | 51                         | OSU ha 4 Titoli equestri                                  |

## Impianti
| Scuola         | Stadio di football | Capacità | Impianto di basket        | Capacità | Stadio di baseball                 | Capacità |
| -------------- | ------------------ | -------- | ------------------------- | -------- | ---------------------------------- | -------- |
| Colorado       | Folsom Field       | 51,655   | Coors Events Center       | 11,065   | Concluso nel 1980                  | N/A      |
| Iowa State     | Jack Trice Stadium | 43,000   | Hilton Coliseum           | 14,356   | Cap Timm Field (Concluso nel 2001) | 3,500    |
| Kansas         | Memorial Stadium   | 50,250   | Allen Fieldhouse          | 16,300   | Hoglund Ballpark                   | 2,500    |
| Kansas State   | KSU Stadium        | 43,000   | Bramlage Coliseum         | 13,500   | Frank Myers Field                  | 2,000    |
| Missouri       | Faurot Field       | 62,023   | Hearnes Center            | 13,611   | Simmons Field                      | 2,000    |
| Nebraska       | Memorial Stadium   | 72,700   | Bob Devaney Sports Center | 13,595   | Buck Beltzer Field                 | 1,500    |
| Oklahoma       | Owen Field         | 82,112   | Lloyd Noble Center        | 11,528   | L. Dale Mitchell Baseball Park     | 2,700    |
| Oklahoma State | Lewis Field        | 60,218   | Gallagher-Iba Arena       | 13,611   | Allie P. Reynolds Stadium          | 3,821    |